# Fred Brooks
Frederick Phillips Brooks, Jr. (Durham, 19 de abril de 1931 - 17 de novembro de 2022) foi um engenheiro de software e informático estadunidense.

## Carreira
Foi um arquiteto de computadores, engenheiro de software e cientista da computação, mais conhecido por gerenciar o desenvolvimento da família de computadores System/360 da IBM e do OS/360; e, por seu livro The Mythical Man-Month. 